# Wilhelm Orlik-Rückemann
Wilhelm Orlik-Rückemann (ur. 1 sierpnia 1894 we Lwowie, zm. 18 października 1986 w Ottawie) – generał brygady Wojska Polskiego, działacz niepodległościowy, kawaler Orderu Virtuti Militari.

## Życiorys
Urodził się 1 sierpnia 1894 we Lwowie w rodzinie polskiej o korzeniach żydowskich. Był synem Edmunda i Józefiny ze Stalkiewiczów.
W latach 1910–1911 organizował skautowy oddział „Zarzewia” w I Wyższej Szkole Realnej we Lwowie, którą ukończył w 1912 zdając egzamin maturalny. Tego samego roku rozpoczął studia na wydziale budowy dróg i mostów Politechniki Lwowskiej. Studia te przerwała jednak I wojna światowa.
Przed wojną działał w Polskich Drużynach Strzeleckich oraz w młodzieżowej organizacji Zakon Zbawienia Polski. W sierpniu 1914 wstąpił do Legionów Polskich. Był oficerem 1, następnie 6 pułku piechoty. Ranny 26 października 1914 w bitwie pod Laskami. Od 13 listopada do 26 grudnia 1915 pełnił obowiązki komendanta I batalionu, a od 15 marca do 4 kwietnia 1916 pełnił obowiązki komendanta III batalionu 6 pp LP. W 1917, po kryzysie przysięgowym, został wcielony do armii austro-węgierskiej, gdzie pełnił służbę w 19 pułku strzelców. Ukończył też w 1918 szkołę oficerów rezerwy. Od maja 1918 był członkiem Polskiej Organizacji Wojskowej.
4 listopada 1918 przeszedł do Wojska Polskiego. Podczas wojny polsko-ukraińskiej, po bitwie pod Mikulińcami 29 listopada trafił do niewoli, z której w czerwcu 1919 został zwolniony po podpisaniu sojuszu między Piłsudskim a Petlurą.
Podczas wojny polsko-bolszewickiej wyróżnił się jako zdolny dowódca. 16 sierpnia 1920 otrzymał dowództwo nad 1 pułkiem czołgów i dowodził nim do 1921.
W 1921 uzyskał zezwolenie na przybranie do nazwiska rodowego „Rückemann” nazwiska „Kazimierz Orlik”.
W latach 1921–1922 był inspektorem czołgów w Departamencie Piechoty Ministerstwa Spraw Wojskowych. W okresie od 1922 do maja 1927 ponownie dowodził 1 pułkiem czołgów. Ukończył kurs dla dowódców czołgów we francuskiej Wyższej Szkole Wojennej. Z dniem 30 kwietnia 1927 został wyznaczony na stanowisko szefa Wydziału Broni Pancernych Departamentu V Inżynierii Ministerstwa Spraw Wojskowych. W styczniu 1928 wyznaczony został na stanowisko II dowódcy piechoty dywizyjnej 23 Górnośląskiej Dywizji Piechoty w Katowicach. Od 6 grudnia 1930 do 31 lipca 1931 był słuchaczem V Kursu Centrum Wyższych Studiów Wojskowych w Warszawie. Po ukończeniu kursu powrócił do 23 DP na stanowisko I dowódcy piechoty dywizyjnej.
27 lutego 1932 objął dowództwo 9 Dywizji Piechoty. 21 grudnia 1932 Prezydent RP, Ignacy Mościcki awansował go na generała brygady ze starszeństwem z dniem 1 stycznia 1933 w korpusie generałów. W grudniu 1938 został przeniesiony na stanowisko zastępcy dowódcy Korpusu Ochrony Pogranicza, a 31 sierpnia 1939 objął dowództwo tej formacji.
Po agresji III Rzeszy na Polskę dowodził powierzonymi mu siłami w dozorowaniu granicy wschodniej. Po agresji ZSRR na Polskę Rückemann odparłszy pierwsze ataki Armii Czerwonej postanowił przebijać się wraz z podległymi mu wojskami w stronę Warszawy i jednostek Samodzielnej Grupy Operacyjnej „Polesie” gen. Franciszka Kleeberga. W dniach 20–22 września ześrodkował większość niezwiązanych walką oddziałów z dwustukilometrowego odcinka granicy polsko-sowieckiej i rozpoczął marsz w kierunku zachodnim. Jego zgrupowanie liczyło około 9000 ludzi, posiadało jedynie dwie baterie artylerii i nieznaczne rezerwy amunicji i żywności.
Nocą z 27 września na 28 września jego oddziały zbliżyły się do miasteczka Szack. Po poprowadzonym ataku miejscowość została zdobyta, a broniąca jej radziecka 52 Dywizja Strzelecka poniosła duże straty. 
30 września mocno już okrojona jednostka Rückemanna przekroczyła Bug i podeszła pod Wytyczno. 1 października 1939 jednostki KOP zostały zaatakowane przez sowiecką 45 Dywizję Strzelecką. Po całodziennej obronie, gen. Rückemann wydał rozkaz o rozformowaniu jednostki i przedzieraniu się mniejszymi grupami. Część  oddziałów zdolnych do walki przedarło się pod osłoną nocy lasami na tereny operacyjne SGO „Polesie”.
Wilhelm Orlik-Rückemann przedarł się na Litwę i dalej do Szwecji. Stamtąd, dzięki pomocy polskiego konsulatu, dotarł w końcu października do Wielkiej Brytanii. Do końca wojny Orlik-Rückemann pełnił różne funkcje sztabowe. W latach 1945–1947 pełnił służbę w Generalnym Inspektoracie Polskiego Korpusu Przysposobienia i Rozmieszczenia w Wielkiej Brytanii.
Po wojnie w 1947 gen. Wilhelm Orlik-Rückemann przeszedł w stan spoczynku i pozostał na uchodźstwie. Początkowo mieszkał w Londynie, a w 1972 przeniósł się do rodziny do Kanady. Zmarł 18 października 1986 w Ottawie. Został pochowany na tamtejszym cmentarzu Notre-Dame.

## Rodzina
Od 7 sierpnia 1924 był żonaty z Różą Wandą Fajans (1903–1971), która pochodziła ze znanej warszawskiej rodziny Fajansów, właścicieli m.in. „Żeglugi na Wiśle” i działaczy społeczności żydowskiej. Generał miał z nią syna Kazimierza Jerzego (ur. 1925).

## Awanse
- podporucznik – 9 sierpnia 1915
- porucznik – 11 października 1915
- kapitan – 1919
- podpułkownik – 3 maja 1922 zweryfikowany ze starszeństwem z dniem 1 czerwca 1919 i 164. lokatą w korpusie oficerów piechoty
- pułkownik – 1 grudnia 1924 ze starszeństwem z dniem 15 sierpnia 1924 i 32. lokatą w korpusie oficerów piechoty
- generał brygady – 21 grudnia 1932 ze starszeństwem z dniem 1 stycznia 1933 i 2. lokatą w korpusie generałów

## Ordery i odznaczenia
- Krzyż Srebrny Orderu Wojskowego Virtuti Militari nr 3449 (1921)[17]
- Krzyż Komandorski Orderu Odrodzenia Polski
- Krzyż Niepodległości (6 czerwca 1931)[18]
- Krzyż Walecznych (czterokrotnie)[4]
- Złoty Krzyż Zasługi z Mieczami (podczas II wojny światowej)[10]
- Złoty Krzyż Zasługi (10 listopada 1928)[19][4]
- Medal Pamiątkowy za Wojnę 1918–1921[4]
- Medal Dziesięciolecia Odzyskanej Niepodległości[4]
- Brązowy Medal za Długoletnią Służbę[4]
- Odznaka „Znak Pancerny” nr 243
- Odznaka za Rany i Kontuzje
- Krzyż Oficerski Orderu Legii Honorowej (Francja)[20][21]
- Medal 10 Rocznicy Wojny Niepodległościowej (Łotwa, 1929)[22]